# Ottaviano Preconio
Ottaviano Preconio (Castroreale, 1502 – Palermo, 18 luglio 1568) è stato un arcivescovo cattolico italiano.

## Biografia
Religioso della custodia di Messina dell'Ordine dei frati minori conventuali, fu uomo di grande erudizione e pietà, assai caro agli imperatori Carlo V e Filippo II di Spagna che lo inviò quale suo oratore al Concilio di Trento.
Governò la provincia religiosa di Sicilia dal 1534 al 1541. Il 16 aprile 1546 Paolo III lo elesse vescovo di Monopoli. Pio IV lo trasferì nel giugno 1561 alla diocesi di Ariano elevandolo poi, il 18 marzo 1562 alla sede metropolitana di Palermo, dove morirà il 18 luglio (secondo altri il 18 agosto) 1568.

## Successione apostolica
La successione apostolica è:
- Vescovo Giovanni Pietro Fortiguerra (1567)